# Van Abbemuseum

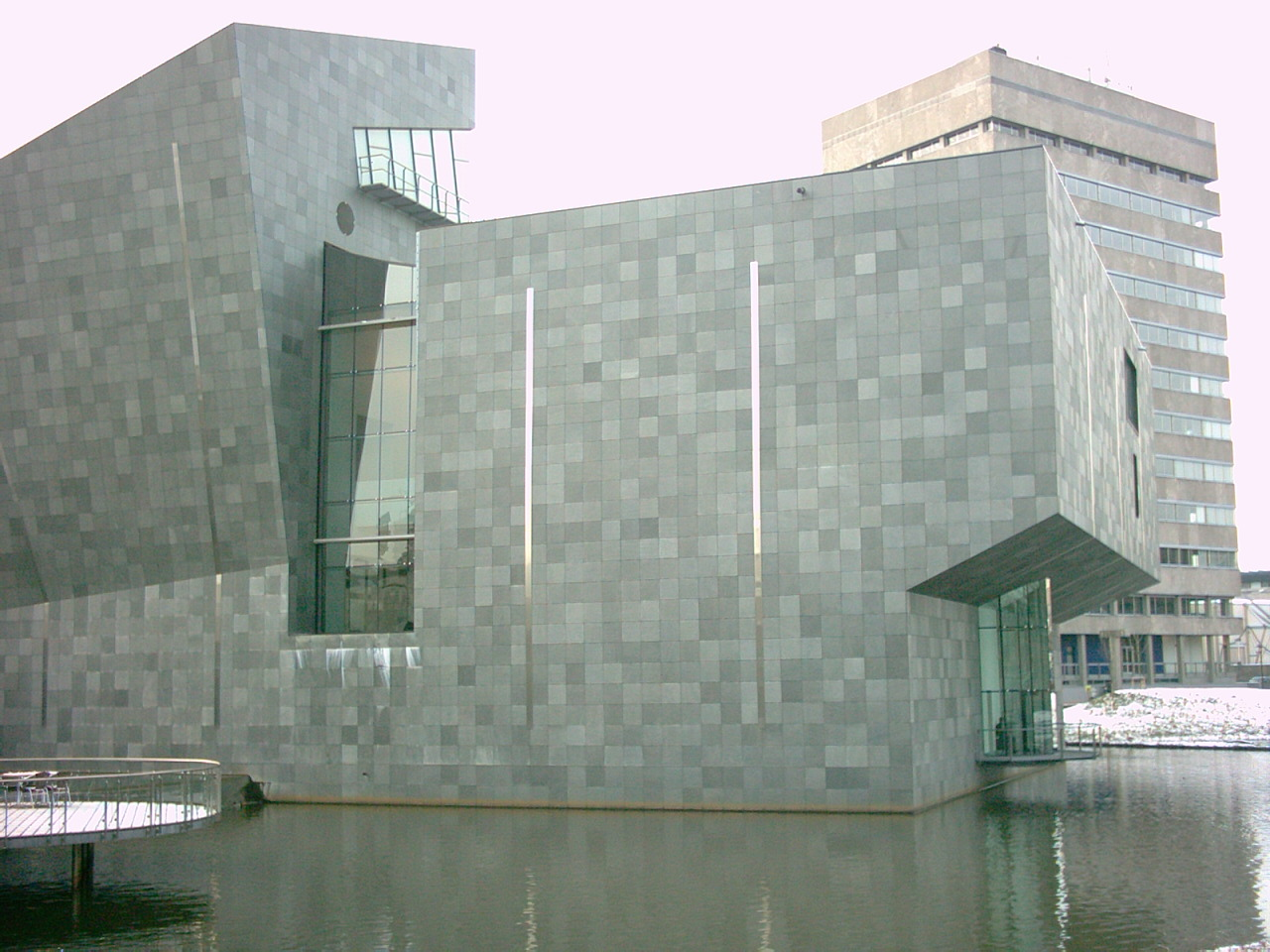
Den nya delen sedd från sydost, med fasad av offerdalsskiffer.

Van Abbemuseum är ett nederländskt museum för modern konst och samtidskonst i Eindhoven. Det grundades 1936 och ligger på den östra stranden av floden Dommel. Museet har sitt namn efter grundaren Henri van Abbe, som drev en cigarrfabrik i Eindhoven. Det har en yta på 9.825 m2.

## Historik
Museets ursprungliga samling köptes av Eindhovens stad 1934 enligt ett avtal med Henri van Abbe, i vilket van Abbe åtog sig att uppföra en museibyggnad. Denna ritades av Alexander Kropholler. En senare utbyggnad, invigd 2003, ritades av Abel Cahen och har en fasad av offerdalsskiffer.

## Samlingar
Den ursprungliga samlingen innehöll verk av bland andra Jan Sluijters, Carel Willink och Isaac Israëls, huvudsakligen samtida nederländska och belgiska verk.
Museet är känt för att en av världens största samlingar av El Lissitzky.
Det har också en samling affischer, som gjordes av situationisten Jacqueline de Jong (född 1939) i Paris i maj 1968.

## Bildgalleri

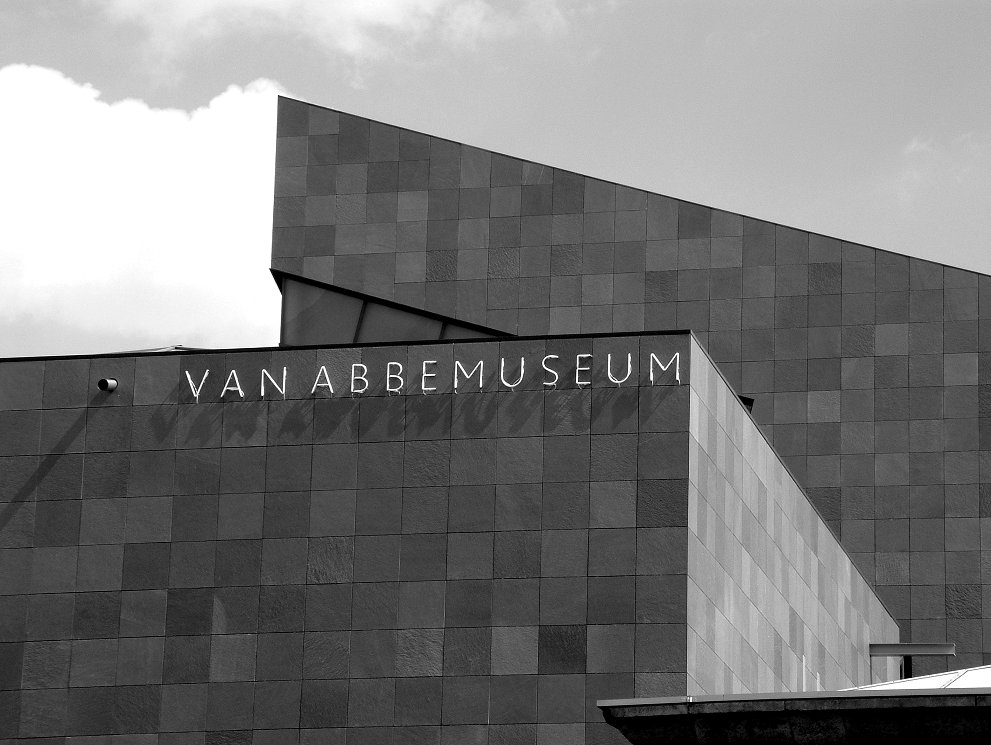
Del av nybyggnaden
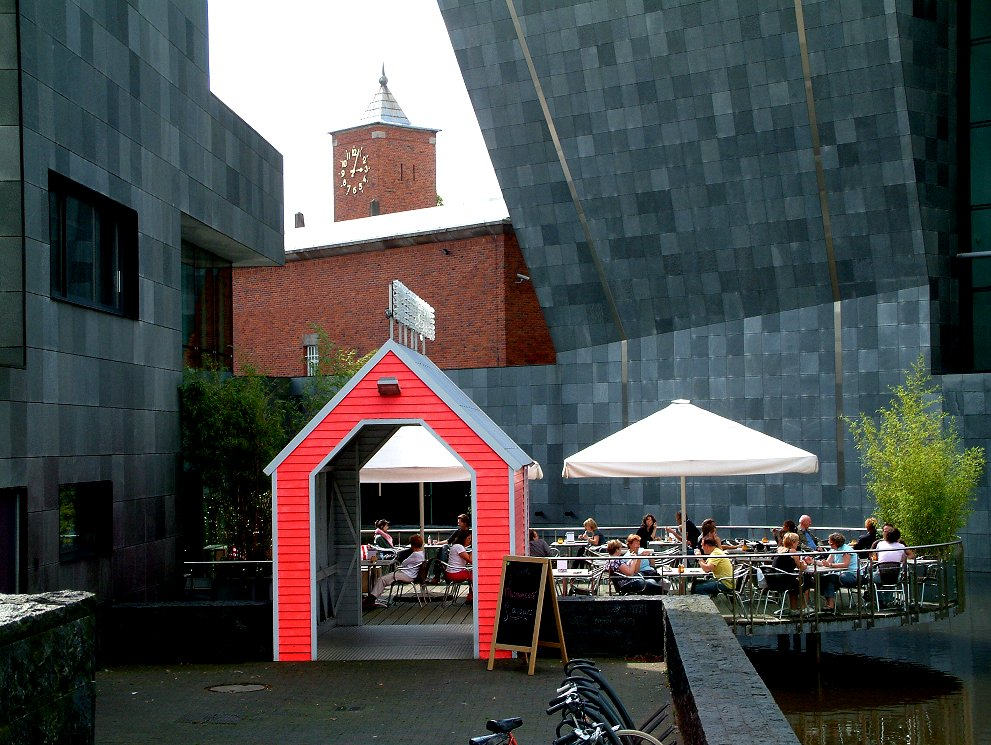
Sammanbindningen av den gamla och den nya delen.
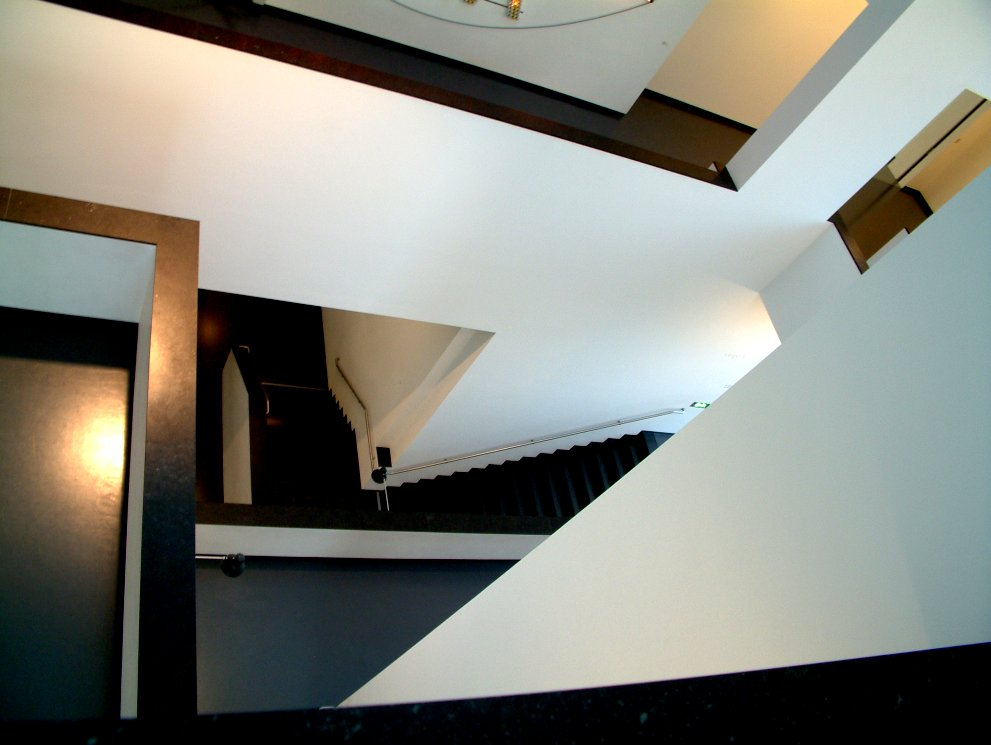
Den nya delens fem våningsplan